# Veuvre
Die Veuvre (im Unterlauf auch Chevré genannt) ist ein Fluss in Frankreich, der im Département Ille-et-Vilaine in der Region Bretagne verläuft. Sie entspringt unter dem Namen Ruisseau de Cussé im östlichen Gemeindegebiet von Saint-Christophe-des-Bois, entwässert generell in südwestlicher Richtung und mündet nach rund 43 Kilometern im Gemeindegebiet von Acigné als rechter Nebenfluss in die Vilaine.

## Orte am Fluss
(Reihenfolge in Fließrichtung)
- Saint-Christophe-des-Bois
- Livré-sur-Changeon
- Chevré, Gemeinde La Bouëxière
- Acigné

## Sehenswürdigkeiten
- Pont de Chevré, Brücke aus dem 12. Jahrhundert über den Fluss – Monument historique[3]